# Marisol García (presentadora)
Marisol García Freundt (Lima, 23 de marzo de 1972) es una exmodelo, periodista y presentadora de televisión peruana, actual conductora del noticiero 24 horas de Panamericana Televisión.

## Biografía
Marisol es hija del ejecutivo de televisión cubano José García Conde y de la modelo y actriz peruana Betty Freundt. Según sus palabras, sus padres se conocieron mientras ambos trabajaban en Panamericana Televisión. Estudió Idiomas y Ciencias de la Comunicación en la Universidad Femenina del Sagrado Corazón (Unifé).
De 1992 a 1994, tuvo una relación con el famoso cantante Gian Marco. La pareja protagonizó, en 1993, un videoclip del cantante (y uno de sus mayores éxitos de su carrera) titulado Una canción de amor.
En 1997 se casó con Juan Manuel del Mar Estremadoyro, empresario y exalcalde del distrito de Santiago de Surco entre 2007 y 2010, teniendo tres hijos.

## Trayectoria
Se inició como modelo publicitaria a los diecisiete años, en 1990 participó del certamen Miss Perú representando al departamento de Ica quedando entre las diez finalistas.
En 1991, junto con Olenka Zimmermann y Verónica Alcalá, condujo el programa Zona de impacto, bajo la dirección del periodista deportivo Javier Meneses.
En 1992 ingresó a Frecuencia Latina, como modelo y coanimadora del espectáculo Obab baba luba balap bam bum, conducido por Koko Giles. Al año siguiente, en 1993, protagonizó el videoclip de la balada Una canción de amor, de Gian Marco.
En 1995 inició su carrera periodística en el canal de noticias Monitor, dos años después asumió la conducción del noticiero matutino Tiempo real, producido para ATV, al lado de Pedro Salinas y Guillermo Giacosa. Posteriormente, condujo las emisiones nocturnas del noticiero Enlace global, que fue una coproducción entre Monitor y Red Global, acompañada nuevamente por Pedro Salinas.
A finales de 2000, retornó a Frecuencia Latina, donde condujo los noticieros estelares Frecuencia al día y 90 segundos.
En 2002 pasó a las filas de Red Global, presentando los noticieros Noticias en Red, Mundo en Red y Enlace global, meses después también asumió la conducción del programa periodístico Impacto a las 8.
Desde 2006 hasta la actualidad, con un receso entre 2008 y 2011, es conductora principal de la edición central de 24 horas en Panamericana Televisión.

## Créditos
| Año                      | Título                                         | Rol                          | Canal                     |
| ------------------------ | ---------------------------------------------- | ---------------------------- | ------------------------- |
| 1991                     | Zona de impacto                                | Conductora                   | Global Televisión         |
| 1992-1993                | Obab baba luba balap bam bum                   | Modelo y coanimadora         | Latina Televisión         |
| 1995-1998                | Canal Monitor                                  | Conductora, programas varios | Monitor                   |
| 1997                     | Tiempo real                                    | Conductora                   | Monitor/ATV               |
| 1998-2000                | Enlace global                                  | Conductora                   | Monitor/Global Televisión |
| 2000-2001                | Frecuencia al día                              | Conductora                   | Latina Televisión         |
| 2001-2002                | 90 segundos, edición central                   | Conductora                   | Latina Televisión         |
| 2002-2006                | Noticias en Red/El mundo en Red/ Enlace global | Conductora                   | Global Televisión         |
| 2004-2006                | Impacto a las 8                                | Conductora                   | Global Televisión         |
| 2006-2008, 2011-presente | 24 horas, edición central                      | Conductora                   | Panamericana Televisión   |